# Château des Trois Dragons
Le Château des Trois Dragons (en catalan, Castell dels Tres Dragons) est le nom populaire du bâtiment moderniste construit  par Lluís Domènech i Montaner en 1887-1888 pour accueillir un café-restaurant pour l'Exposition universelle de 1888. Ce nom fut probablement adopté en référence à un roman homonyme publié en 1865 par Serafí Pitarra.
Il se trouve au bout du Passeig Lluís Companys qui relie l'Arc de triomphe au parc de la Ciutadella.

## Histoire

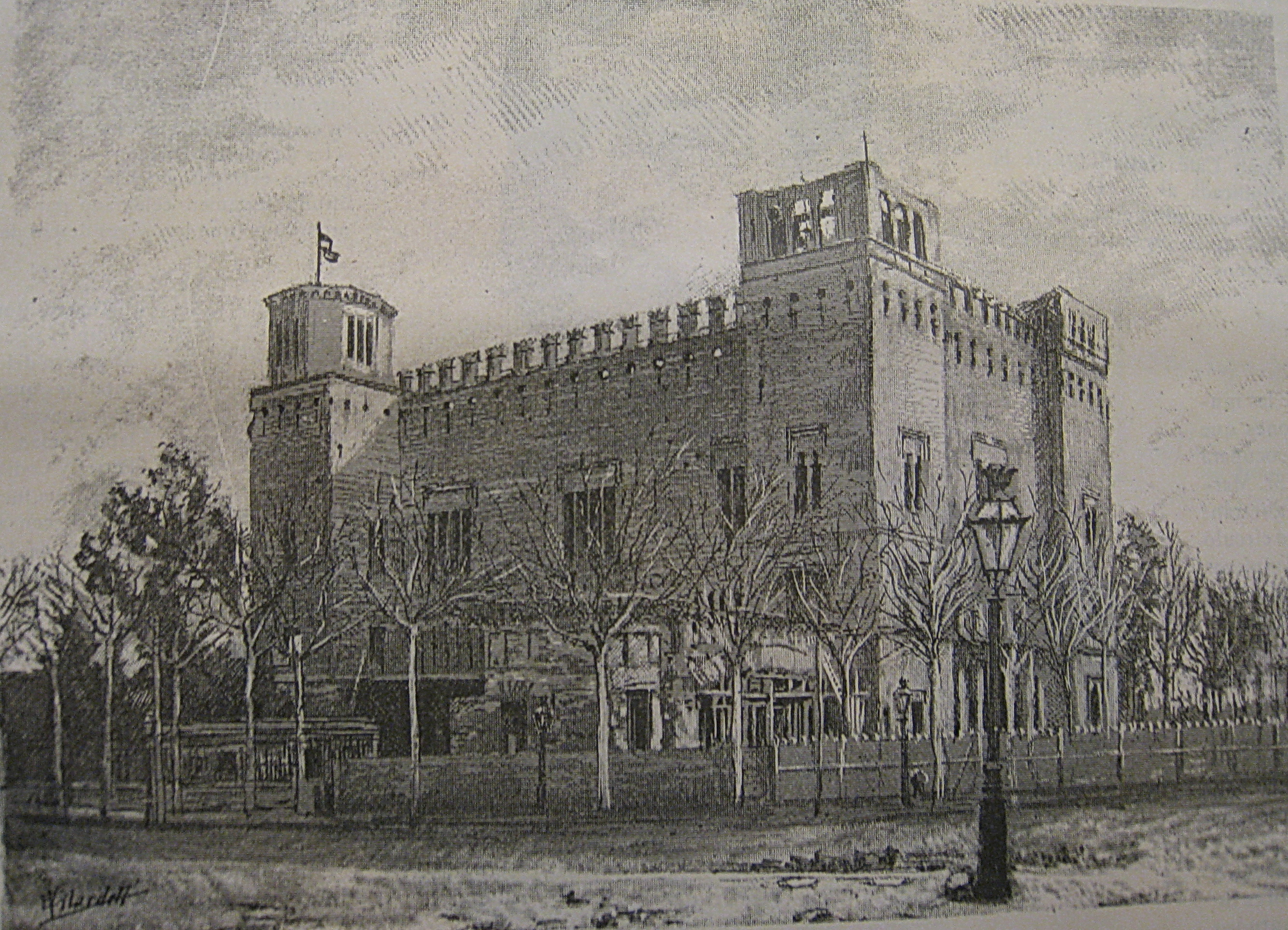
La construction en avril 1888.

Construit en tant que café-restaurant pour l'Exposition universelle de 1888, dont il devait être l'un des principaux édifices, le château des Trois Dragons avait devant lui un palais des Beaux-Arts aujourd'hui disparu. Divers problèmes – retard dans les travaux, problèmes de licences pour le café – provoquèrent l'abandon du projet par Domènech. Il fut repris le 12 juin 1888 par Josep Forteza qui termina le bâtiment en août, peu avant le début de l'Exposition
À la fin de l'exposition, le bâtiment resta abandonné et en 1891, le maire de Barcelone, Joan Coll i Pujol, demanda à Domènech qu'il « terminât l’œuvre » et qu'il l'adaptât à un musée d'histoire. L'adaptation consista en un changement de décoration où furent ajoutés des motifs héraldiques. L'inauguration provisoire eut lieu en 1892, pour célébrer le quatrième centenaire de la découverte de l'Amérique.
En 1920, le bâtiment accueillit le musée de Zoologie de Barcelone, l'un des quatre piliers du musée des Sciences naturelles de Barcelone. En 2010, nombre de ses collections furent déménagée au Museu Blau, inauguré en mars 2011, et le château des Trois Dragons fut transformé pour recevoir le siège scientifique du musée, accueillant le laboratoire de Nature (Laboratori de Natura) avec ses laboratoires et ses espaces de recherche, d'étude et de conservation des collections.

## Construction

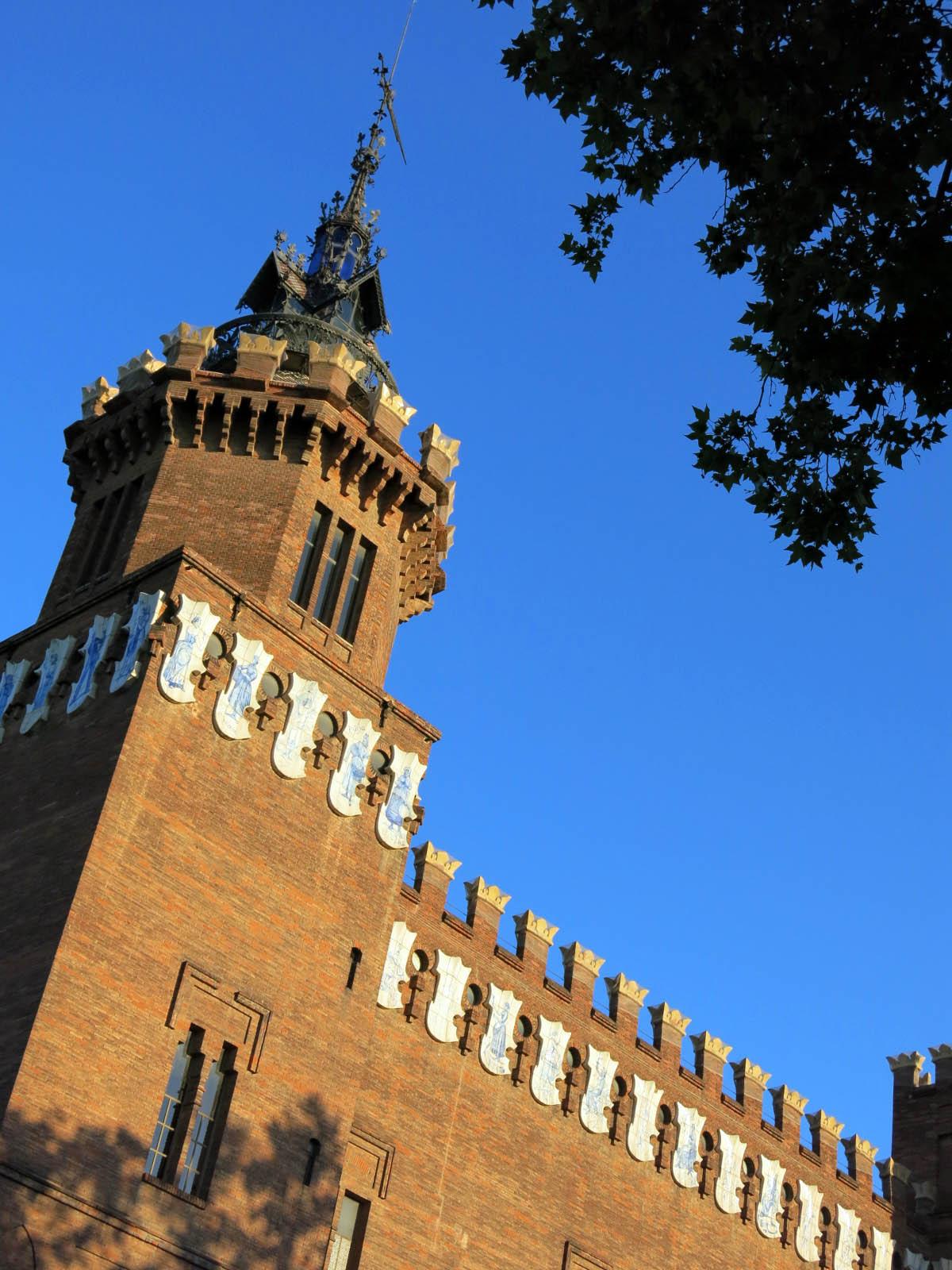
Détail de la tour.

Construit en briques apparentes et en fer laminé, c'est un bâtiment en forme de château fort couronné par des créneaux. Son plan est pratiquement carré avec quatre tours d'angles carrées également et un chemin de ronde qui permet de circuler entre une façade double.
La décoration de céramique – faite avec la collaboration d'Antoni M. Gallissà, Josep Llimona, J.A. Pellicer i Alexandre de Riquer– est située sur les créneaux et les plafonds. Elles sont en forme de blasons sur la partie haute et présentent en bleu sur blanc un programme naturaliste fait de plantes parmi lesquelles se trouvent nombre de boissons et de liqueurs, un lien clair avec la vocation de café initialement dévolue à l'édifice.
Ces céramiques furent réalisées par la fabrique Pujol i Bausis d'Esplugues de Llobregat. Les vitraux, en partie disparus, sont l’œuvre d'Antoni Rigalt i Blanch. Le vitrail principal, qui occupait toute la façade fut détruit lors d'un bombardement de la guerre civile espagnole.